# Gusano de Lagarfljót
El Lagarfljótsormur, gusano de Lagarfljót, (o sencillamente monstruo gusano de Islandia) es un monstruo de lago islandés el cual se dice habita en Lagarfljót en Egilsstaðir. Los avistamientos han sido registrados desde 1345 y continúan en siglo XXI incluyendo un video en 2012 presuntamente mostrando a la criatura nadando, se le da un origen a la criatura en la colección de cuentos folclóricos y leyendas islandesas de Jón Árnason publicada en 1862 y 1864.

## Descripción y hábitat
Se dice que la criatura vive y su espalda es normalmente avistada fuera del agua en Lagarfljót, un lago glacial de agua dulce debajo del nivel del mar que tiene poca visibilidad gracias a la colmatación. Es descrito como más largo que un autobús, 39 pies (12 m), y también ha sido reportado fuera del agua, yaciendo enrollado o deslizándose en los árboles. Es un monstruo con muchas jorobas, más que de tipo serpentino, como por ejemplo, el monstruo del lago Ness.
El gusano de Lagarfljot ha sido avistado varias veces en la época moderna, incluyendo en 1963 por el jefe del Servicio Forestal Nacional de Islandia, Sigurður Blöndal, y en 1998 por un profesor y los estudiantes de la Escuela Hallormsstaðir. En 1983, contratistas que instalaban cableado telefónico avistaron una gran masa cambiante cerca de la costa oriental cuando realizaban mediciones de profundidad preliminares y cuando más tarde retiraron el cable no funcional, encontraron que estaba roto en donde habían visto la anomalía:

Este cable fue especialmente diseñado para no torcerse, se torció en varios lugares y estaba roto y dañado en 22 lugares diferentes… Creo que arrastramos el cable directamente sobre el vientre de la bestia. A menos que fuera a través de su boca.

En febrero de 2012, la emisora nacional islandesa, RÚV, publicó un video mostrando al gusano nadando en el agua helada. Posteriormente esto fue explicado como un supuesto objeto inanimado movido por la corriente rápida, ya que no avanzaba a través del agua. Una comisión de la verdad informó en agosto de 2014 que la opinión de los miembros estaba dividida en cuando al video, pero no vieron ninguna razón para dudar de la existencia de la criatura, un experto luego juzgó la veracidad del video como genuina.
Un barco turístico llamado Lagarfljótsormurinn comenzó a operar en el lago en 1999, y la institución Gunnar Gunnarsson en Skriduklaustur busca preservar la tradición del gusano de Lagarfljot con fines culturales y turísticos.

## Leyenda
La leyenda del gusano se menciona por primera vez en el año 1345. Los avistamientos eran considerados presagios de un gran evento como un desastre natural.
Según el folclore popular recopilado por Jón Árnason, la gran serpiente de Lagarfljot surgió de un pequeño "lingworm" o dragón espinoso; a una niña su madre le dio un anillo de oro, y le preguntó cómo podía sacarle provecho al oro del anillo, le dijo que lo colocara encima de un lingworm. Así lo hizo, y lo puso en la parte superior del pecho de la criatura por unos días, pero luego descubrió que el pequeño dragón había crecido tanto, que lo había roto. Asustada, lanzó tanto a la criatura como el oro en el lago, donde la serpiente siguió creciendo y aterrorizó la campiña, escupiendo veneno y matando personas y animales. Dos finlandeses fueron llamados a destruirlo y recuperar el oro, dijeron que se las habían arreglado para atar la cabeza y la cola de la bestia en el fondo del lago pero que era imposible acabar con ella porque no había un dragón más grande debajo.

## Explicaciones sugeridas
Los gases que se elevan desde el lecho del lago crean aberturas en el hielo, haciendo flotar escombros desde el fondo del lago a la superficie, y, a veces deforman la atmósfera, creando ilusiones ópticas. Restos de las laderas de las montañas y los glaciares se acumulan pudiendo verse como una especie de monstruo. Según Helgi Hallgrímsson, un biólogo de Islandia que ha estudiado ampliamente el lago, indica que estas teorías pudieran explicar algunos avistamientos, pero no todos los avistamientos, mientras que el material legendario tradicional podría explicar algunas de las historias.